# Sant Lluís

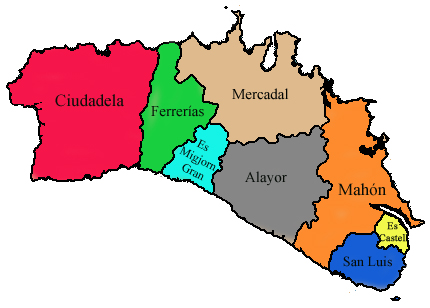

Sant Lluís là một đô thị trên đảo Menorca, thuộc quần đảo Baleares, Tây Ban Nha.